# Råsunda vattentorn

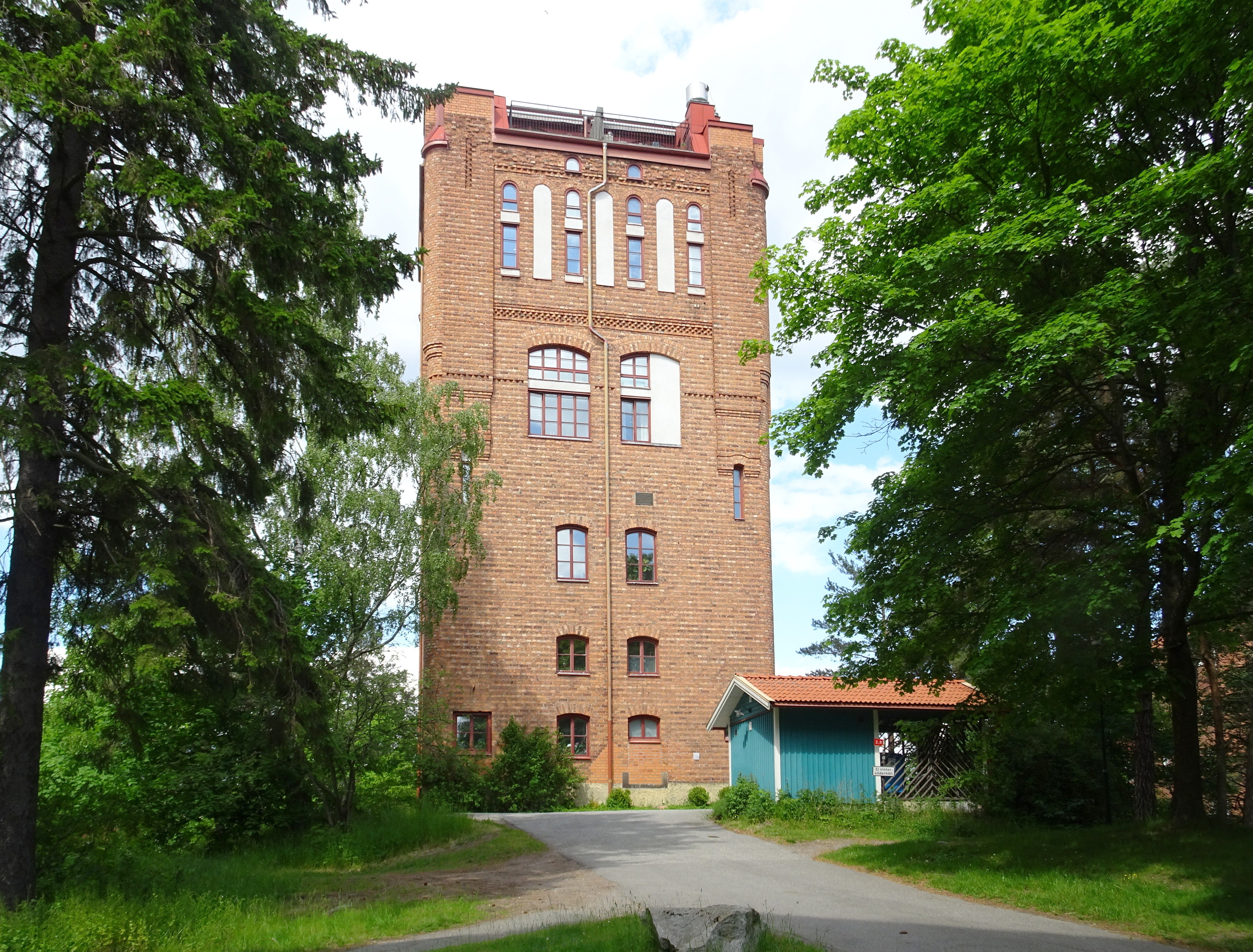
Råsunda Vattentorn i juni 2020.

Råsunda vattentorn står vid Näckrosvägen 31A i stadsdelen Råsunda i Solna kommun. Tornet ritades av arkitekt Sigge Cronstedt och invigdes 1910. Driften ställdes in i början av 1950-talet. Sedan 1994 är tornet ombyggt till lägenheter. Byggnaden är exteriört mycket välbevarad och har ett högt kulturhistoriskt värde.

## Bakgrund
Vattenförsörjningen var ett av de viktigare problemen att lösa när Råsunda och Stocksunds förstäder skulle byggas. År 1909 upprättades därför ett avtal mellan Ulriksdals slottsförvaltning och Råsundas och Stocksunds exploateringsbolag. Enligt detta avtal skulle de nya municipalsamhällena Råsunda och Stocksund får sitt dricksvatten ur Stockholmsåsen med hjälp av ett pumphus på Ulriksdals slottsområde. Därifrån leddes vattnet i en cirka 2,5 kilometer lång rörledning till vattentornet i Råsunda.

## Byggnad
Både vattentornet i Råsunda och Ulriksdals pumphus ritades av arkitekt Sigge Cronstedt och uppfördes av byggnadsaktiebolaget Kreuger & Toll. Råsundas vattentorn placerades på en 40 meter hög kulle i dagens Näckrosparken strax söder om Råstasjön. Vattencisternen hade cylindrisk form, var gjuten i betong och stod på åtta betongpelare. Cisternen rymde 360 m³ vatten och dess medelvattenyta låg 54 meter över havet. Själva tornet har kvadratisk planform med planmått om cirka 110 m². Fasaderna murades av mörkrött tegel i en stram nationalromantisk stil. Ytterhörnen utfördes avrundade.
När vattentornet var nytt användes några rum till friluftsservering under sommaren. Man hade även dans onsdag, lördag och söndag och lockade med den ”härligaste utsikten”. Runt vattentornet och Näckrosparken uppförde Riksbyggen 1945-1948 ett uppmärksammat bostadsområde, kallat Näckrosen.

## Avveckling
I slutet av 1940-talet planerades Bergshamra vattentorn som invigdes 1951. Därmed fick Solnas invånare sitt dricksvatten från Görvälns vattenverk vid Mälaren och Råsundas vattentorn skulle rivas. Men tornet blev kvar och användes bland annat som lagerlokal. På 1950-talet hade apoteket Kvarnen ett laboratorium i byggnaden. Vid tiden var Kvarnen ett av Solnas största apotek med över 40 anställda, däribland chaufförer. Därefter fanns konstnärsateljéer och utställningsrum i tornet. 1990 fastställdes en ny detaljplan för kvarteret Slagrutan som skulle medge bygget av bostäder. Detaljplanen fastslog även att tornets yttre ej fick förändras. Mellan 1992 och 1994 byggdes tornets interiör om till åtta bostadsrätter med lägenheter mellan 3 och 4 rum och kök fördelade på åtta våningar. I samband med ombyggnaden revs den gamla cisternen.

## Referenser

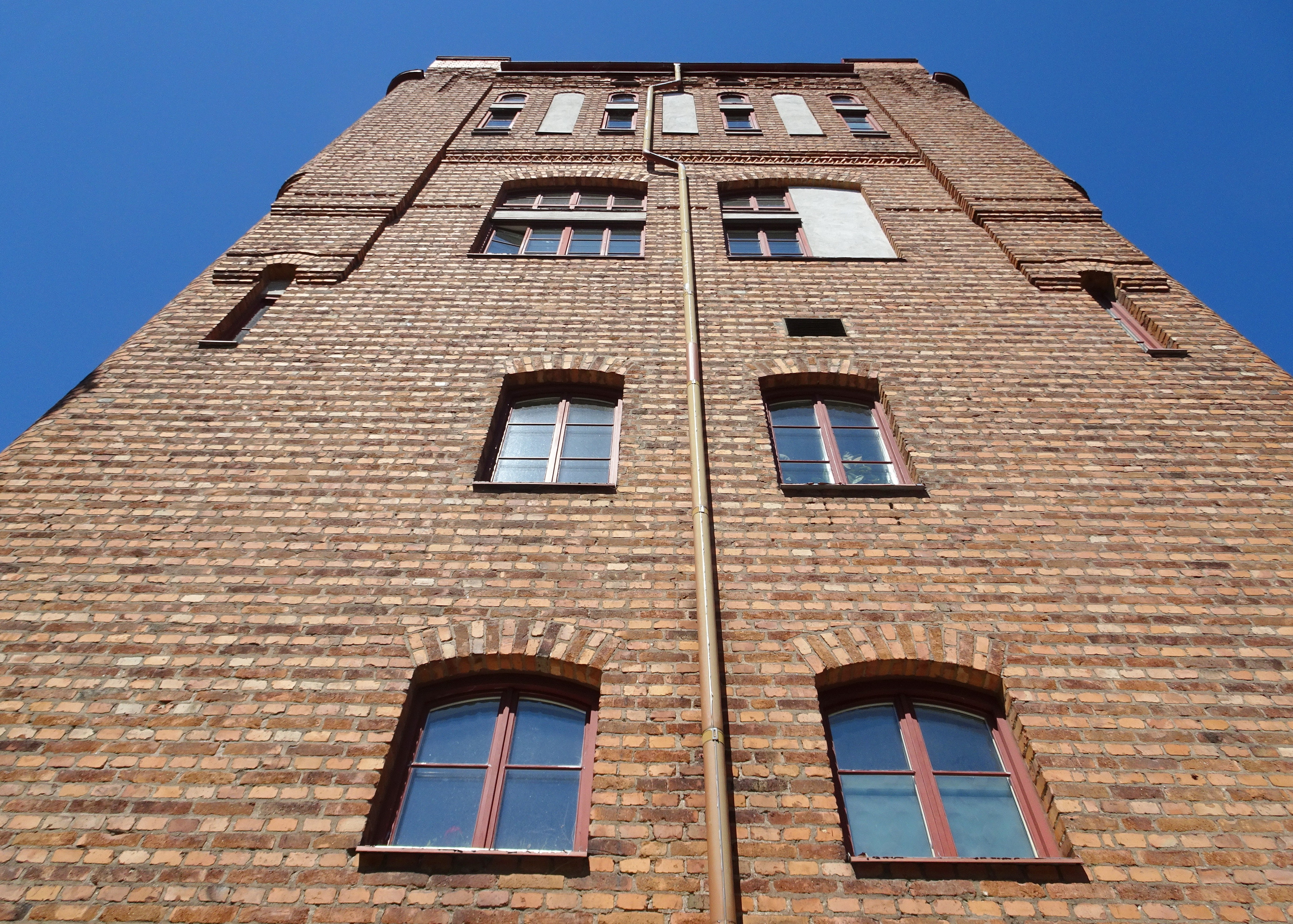

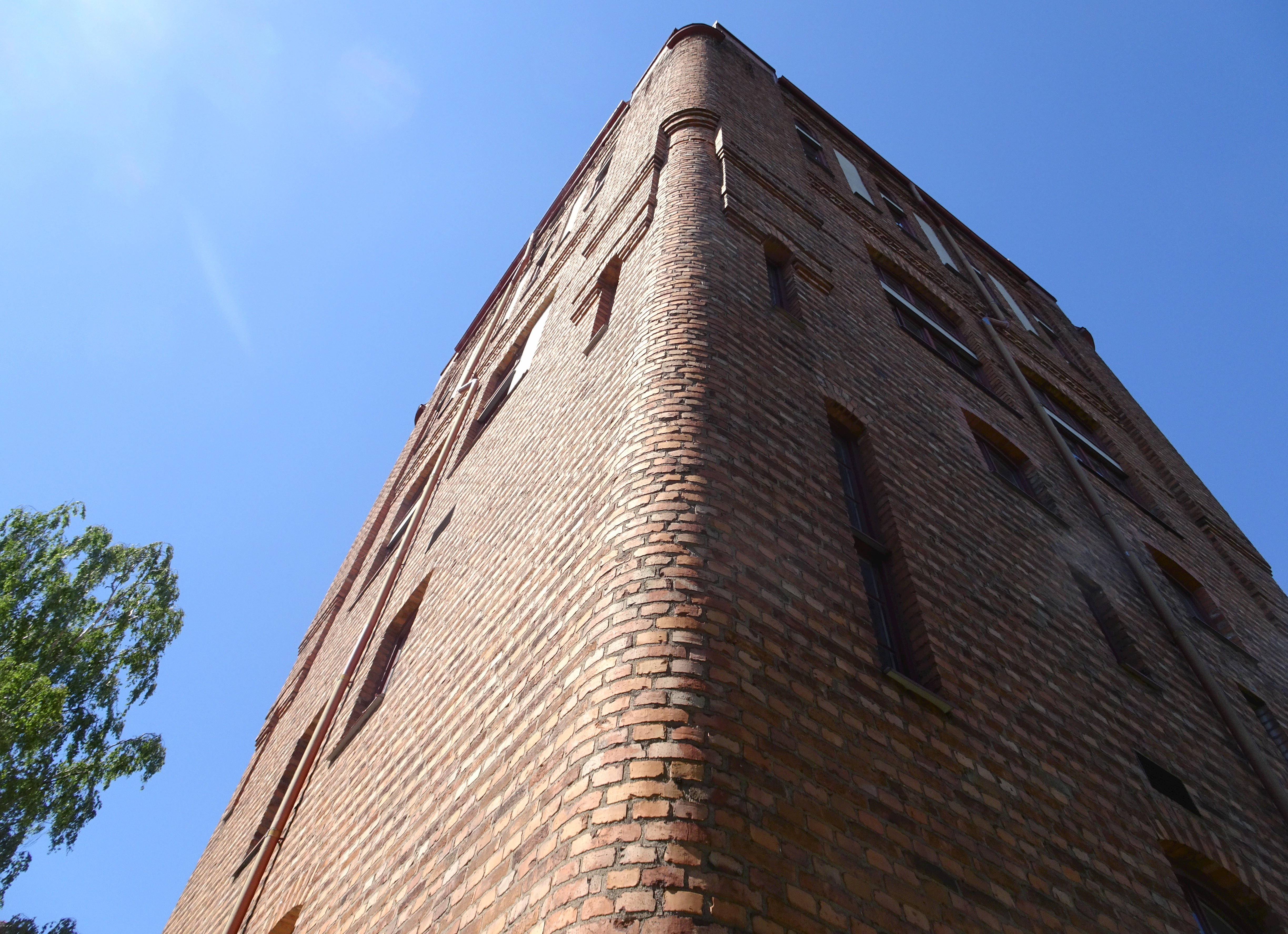